# Palais de Buriti
Le palais de Buriti (en portugais, palácio do Buriti) est un bâtiment public de la ville de Brasilia, capitale du Brésil. Il abrite le siège du gouvernement du District fédéral. 

## Situation
Le bâtiment s'élève le long du côté nord de l'Axe monumental face à la place de Buriti.

## Nom
Son nom provient de la plante symbole de la ville, la mauritia flexuosa, appelée « buriti » au Brésil. Un spécimen de l'espèce décore les jardins du palais.

## Historique
Conçu par l'architecte Nauro Jorge Esteves, il est inauguré le 25 août 1969. 